# السیل الصغیر
السیل الصغیر (به عربی: السیل الصغیر) یک منطقهٔ مسکونی در عربستان سعودی است که در استان مکه واقع شده‌است.